# Popești (Săpata), Argeș
Popești este un sat în comuna Săpata din județul Argeș, Muntenia, România.